# Lincoln (Illinois)
Lincoln es una ciudad ubicada en el condado de Logan en el estado estadounidense de Illinois. En el Censo de 2010 tenía una población de 14504 habitantes y una densidad poblacional de 874,87 personas por km². La ciudad fue establecida en la década de 1830 y es la única ciudad en los Estados Unidos que fue nombrada en honor a Abraham Lincoln antes de que se convirtiera en presidente; él ejerció la abogacía allí desde 1847 hasta 1859. 

## Geografía
Según la Oficina del Censo de los Estados Unidos, Lincoln tiene una superficie total de 16.58 km², de la cual 16.58 km² corresponden a tierra firme y (0%) 0 km² es agua.

## Demografía
Según el censo de 2010, había 14504 personas residiendo en Lincoln. La densidad de población era de 874,87 hab./km². De los 14504 habitantes, Lincoln estaba compuesto por el 92.88% blancos, el 3.8% eran afroamericanos, el 0.21% eran amerindios, el 0.81% eran asiáticos, el 0% eran isleños del Pacífico, el 0.46% eran de otras razas y el 1.83% pertenecían a dos o más razas. Del total de la población el 2.32% eran hispanos o latinos de cualquier raza.